# Lagtingsvalget 1970
Lagtingsvalget på Færøerne 1970 blev afholdt 7. november 1970.
Atli Pæturssonur Dam (Javnaðarflokkurin) overtager Lagmandsposten efter Kristian Djurhuus (Sambandsflokkurin).

## Resultater
| Parti                | Tilslutning | Mandater i Lagtinget | Ændring fra 1966 (mandater) | Ændring fra 1966 (%) |
| -------------------- | ----------- | -------------------- | --------------------------- | -------------------- |
| Fólkaflokkurin       | 20,0 %      | 5                    | -1                          | -1,6                 |
| Sambandsflokkurin    | 21,7 %      | 6                    | —                           | -2,0                 |
| Javnaðarflokkurin    | 27,2 %      | 7                    | —                           | 0,2                  |
| Sjálvstýrisflokkurin | 5,6 %       | 1                    | -4                          | 0,7                  |
| Tjóðveldisflokkurin  | 21,9 %      | 6                    | +5                          | 1,9                  |
| Framburðsflokkurin   | 3,5 %       | 1                    | —                           | 0,7                  |

## Eksterne Henvisninger
- Hagstova Føroya — Íbúgvaviðurskifti og val (Færøsk statistik)